# Понте-ин-Вальтеллина
По́нте-ин-Вальтелли́на (итал. Ponte in Valtellina) — коммуна в Италии, в провинции Сондрио области Ломбардия.
Население составляет 2250 человек, плотность населения составляет 33 чел./км². Занимает площадь 69 км². Почтовый индекс — 23026. Телефонный код — 0342.
Покровителем коммуны почитается святой Маврикий, празднование 22 сентября.